# 顾诵芬

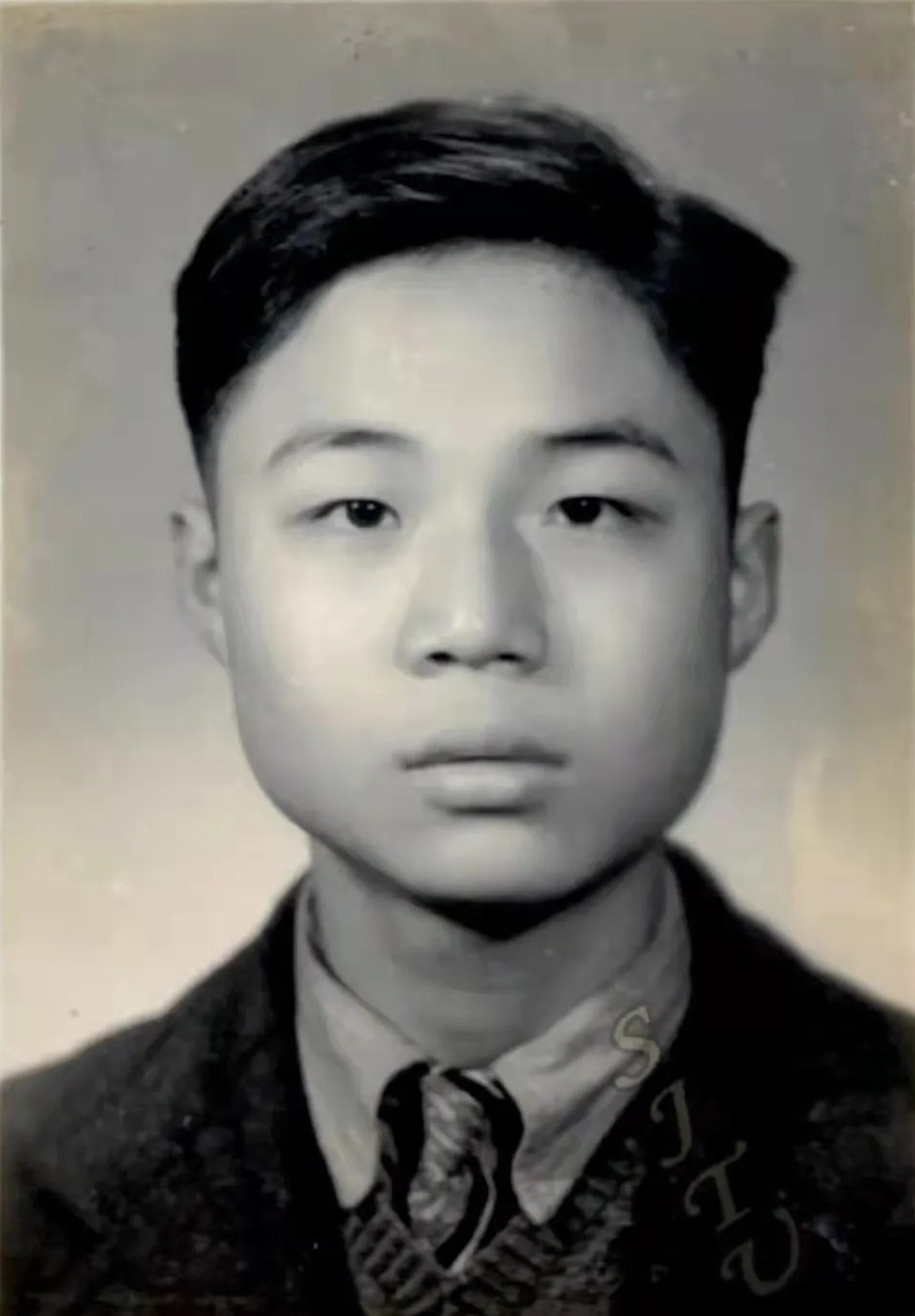
中学时期的顾诵芬

顾诵芬（1930年2月4日—），江苏苏州人，飞机设计师、空气动力学家，中国科学院、中国工程院院士，“歼-8”总设计师。版本目录学家、前上海图书馆馆长顾廷龙之子。

## 生平

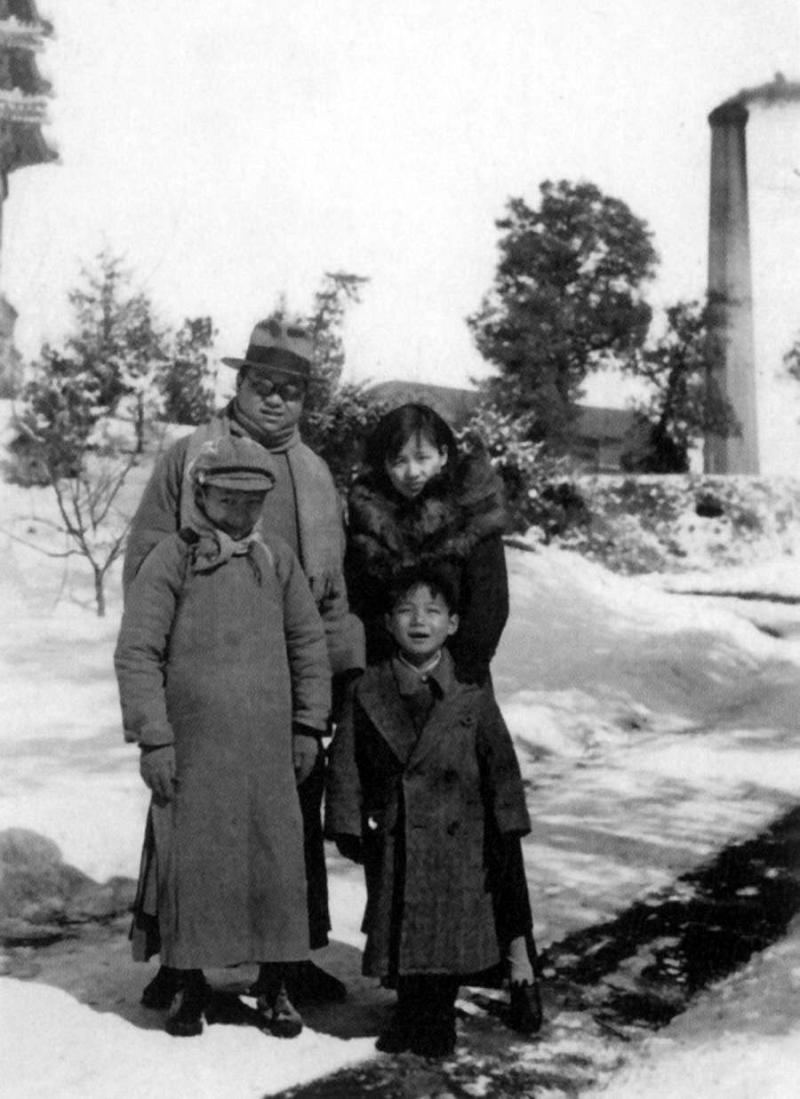
1935年冬，顾廷龙全家在燕京校园合影。 图中幼子为顾诵芬。

顾诵芬于1947年毕业于上海市私立南洋模范中学，并考入国立交通大学攻读空气动力学专业。1951年，大学毕业他前往航空工业局工作。1956年起，他任职于沈阳飞机制造厂飞机设计室，担任空气动力组组长。期间，他在歼教-1上设计出了亚声速两侧进气道，是中国首次应用此技术。后他又设计了初教-6的机翼布局，以提升失速尾旋特性。
1961年后，顾诵芬历任沈阳飞机设计研究所副总设计师、总设计师、副所长、所长等职。期间，他于1963年起开始负责中国首架高空高速歼击机——歼-8I的总体、气动力设计，并解决了方向安定性、跨声速抖振等重要技术问题。1981年，他出任歼-8Ⅰ的改进型——歼-8II飞机总设计师，被誉为“歼8之父”。1986年后，他出任航空工业部科学技术委员会副主任。1988年，兼任航空研究院副院长。此后他又领导了飞机主动控制技术（ACT）的研究，并于1990年代起又主持了高性能远景飞机的概念研究。1991年，他当选中国科学院技术科学部学部委员（院士）。1994年，他又成功当选为中国工程院院士。
他还曾任中国航空学会副理事长，第六、七届全国人大代表，第八届全国人大常委等职。1998年3月，第九届全国人大第一次会议上，他当选为全国人民代表大会常务委员会委员。2021年，他被授予国家最高科学技术奖。2022年3月3日，他入选2021感动中国年度人物。